# No Surrender (2023)
No Surrender (2023) será o próximo evento de luta profissional produzido pela Impact Wrestling. Acontecerá em 24 de fevereiro de 2023, no Sam's Town Live em Sunrise Manor, Nevada, e será transmitido no Impact Plus e no YouTube. Será o 15º evento na cronologia No Surrender.

## Produção

### Introdução
No Surrender é um evento anual de luta profissional produzido pela Impact Wrestling. Foi originalmente produzido pelo Impact Wrestling (então conhecido como Total Nonstop Action Wrestling), como um evento pay-per-view (PPV). O primeiro foi realizado em julho de 2005, mas quando os nomes do PPV foram embaralhados para 2006, foi transferido para setembro. Em dezembro de 2012, a TNA anunciou que o evento foi cancelado. O último evento aconteceu no TNA Impact! Zone em setembro de 2012. Foi retomado como um episódio especial do Impact Wrestling entre 2013 e 2015 e foi revivido como um evento Impact Plus em 2019.
Em 25 de outubro de 2022, o Impact Wrestling anunciou que No Surrender aconteceria na sexta-feira, 24 de fevereiro de 2023, no Sam's Town Live em Las Vegas, Nevada.

### Rivalidades
O evento contará com várias lutas de luta livre profissional que envolvem diferentes lutadores de feuds e histórias preexistentes. Os lutadores retratarão vilões, heróis ou personagens menos distinguíveis em eventos roteirizados que criam tensão e culminam em uma luta livre ou uma série de lutas. As histórias são produzidas no programa de televisão semanal do Impact.
No Hard To Kill, Masha Slamovich derrotou Deonna Purrazzo, Killer Kelly e Taylor Wilde em uma luta four-way para se tornar a candidata número um ao Campeonato Mundial Knockouts da Impact. Mais tarde no evento principal, Mickie James derrotou Jordynne Grace para ganhar o título em uma luta Título vs. Carreira, a partida final de sua campanha "Último Rodeo". No episódio subsequente do Impact!, Slamovich confrontou James no ringue com uma "ordem de morte" (uma foto de James riscada com o sangue de Slamovich), com Impact anunciando que James terá sua primeira defesa de título contra Slamovich em No Surrender.
No episódio de 26 de janeiro do Impact!, Rich Swann venceu a luta de eliminação de seis vias "Golden Six-Shooter", ganhando assim uma luta pelo Campeonato Mundial da Impact contra Josh Alexander no No Surrender.
No Impact! de 2 de fevereiro, uma luta four-way foi anunciada para No Surrender para determinar o próximo desafiante número um para o Campeonato Mundial. As partidas de qualificação aconteceriam nas próximas duas semanas. No dia 9 de fevereiro, Brian Myers enfrentará Dirty Dango e PCO enfrentará Shera nas duas primeiras eliminatórias. Os outros dois verão Steve Maclin enfrentar Rhino e Eddie Edwards lutar contra Heath.

## Lutas
| Nº                                          | Resultados                                                                                       | Estipulações                                                                           |
| ------------------------------------------- | ------------------------------------------------------------------------------------------------ | -------------------------------------------------------------------------------------- |
| 1                                           | Mickie James (c) vs. Masha Slamovich                                                             | Luta individual pelo Campeonato Mundial Knockouts da Impact                            |
| 2                                           | Josh Alexander (c) vs. Rich Swann                                                                | Luta individual pelo Campeonato Mundial da Impact                                      |
| 3                                           | Brian Myers ou Dirty Dango vs. PCO ou Shera vs. Steve Maclin ou Rhino vs. Eddie Edwards ou Heath | Luta Four-way para determinar o desafiante número um pelo Campeonato Mundial da Impact |
| (c) – Refere-se aos campeões antes da luta. |                                                                                                  |                                                                                        |